# Abbazia di Wöltingerode
L'abbazia di Wöltingerode si trova a Goslar, in Bassa Sassonia, nella regione nord-occidentale dello Harz, e appartiene al distretto di Vienenburg. Il monastero fu fondato nel 1174 come monastero benedettino e rimase in funzione fino al 1188, quando divenne un monastero di monache cistercensi. In questo periodo fu posata la prima pietra del monastero, le cui dimensioni sono visibili ancora oggi. Nel 1809 il monastero fu sciolto.
Oggi il monastero è utilizzato come albergo con gastronomia e come distilleria. È una tappa del sentiero dei monasteri dello Harz.

## Storia
Nel 1174 i conti di Wohldenberg fondarono un monastero benedettino nella loro sede ancestrale a ovest di Vienenburg, che pochi anni dopo si trasformò in un convento cistercense, confermato dall'imperatore Federico Barbarossa nel 1188 e da papa Onorio III in un atto del 1216. L'abbazia, affiliata al vescovado di Hildesheim, generò diversi monasteri filiali e lasciò una collezione di notevoli manoscritti, oggi conservati presso la Herzog August Bibliothek di Wolfenbüttel.
Nel 1523 il principe vescovo di Hildesheim dovette cedere Wöltingerode al duca Enrico V di Brunswick-Lüneburg in seguito alla grande faida diocesana. Il figlio di Enrico, il duca Giulio, divenne protestante nel 1568 e di conseguenza a capo del monastero fu insediata una badessa luterana.
Durante la Guerra dei Trent'anni, il principe vescovo di Hildesheim Ferdinando di Baviera, sostenuto dalla Lega Cattolica e dai suoi parenti Wittelsbach, colse l'occasione per riconquistare i territori perduti. Facendo riferimento all'Editto di Restituzione del 1629 emanato dall'imperatore Ferdinando II, fece espellere le monache e mise l'abbazia sotto il dominio dei gesuiti. Tuttavia, nel 1632 i canonici cattolici dovettero nuovamente fuggire dall'esercito svedese in avvicinamento e Wöltingerode, pur essendo infine tornata al vescovado di Hildesheim nel 1643, rimase luterana fino alla secolarizzazione del 1803.
Oggi Wöltingerode è nota per la sua chiesa abbaziale, una basilica romanica della fine del XII secolo con un chiostro annesso e una cripta, che serve a conservare il Wöltingerode Korn, distillato qui dal 1682.